# Тукуме

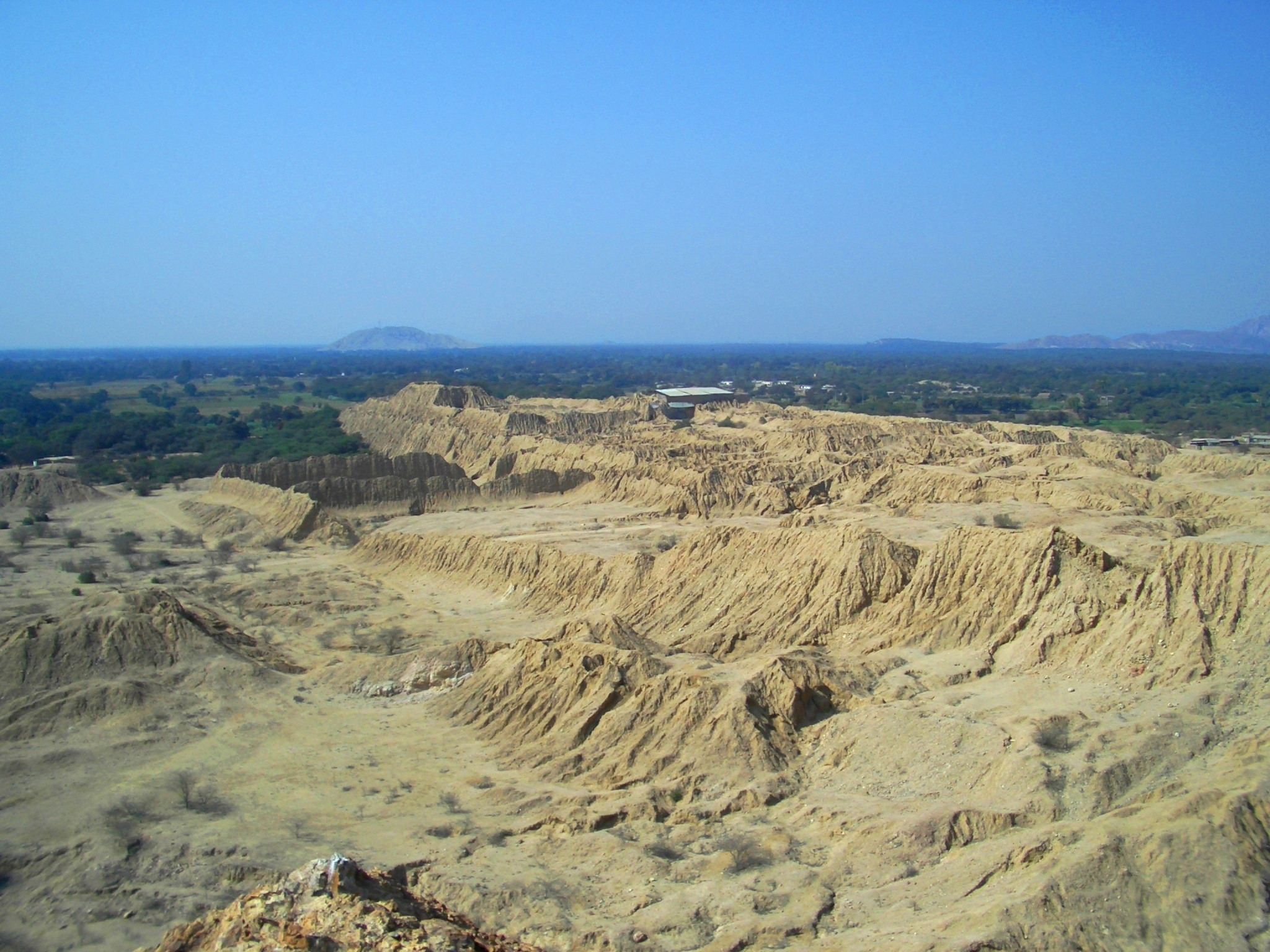
Каменные «пирамиды» в Тукуме

Ту́куме (исп. Túcume), среди местных жителей также называется «Чистилище» (исп. Purgatorio), — название серии скалистых «пирамид» естественного происхождения, могил и других археологических останков в долине Ламбайеке около горы Ла-Райя к югу от реки Ла-Лече в округе Тукуме провинции Ламбайеке региона Ламбайеке в Перу. В этой крупнейшей долине Перу находится множество как природных, так и искусственных водных каналов и примерно 250 «пирамид», из которых крупнейшей является Уака-Ларга длиной в 700 м, шириной в 280 м и высотой в 30 м.
Тукуме представлял собой региональный центр, а какое-то время, возможно, также и столицу древней культуры Ламбайеке в период с 800 по 1300 годы н. э., культуры Чиму в период 1350—1450 годы н. э. и культуры инков в период 1450—1532 г. н. э. Местные шаманы-целители курандеро приписывают Тукуме и горе Ла-Райя целительную силу и организуют вокруг них своих ритуалы, а местные жители опасаются этих мест.
Пирамиды Тукуме были открыты случайно нелегальными копателями уакерос, которые искали в этих местах золото. Изучение этих пирамид начал в 1894 году немецкий инженер и этнограф Ханс Генрих Брюнинг (исп.).